# Joana Gomila i Laia Vallès
Joana Gomila i Laia Vallès es un duet musical format per Joana Gomila (Manacor, 1982) compositora i cantant i Laia Vallès (Sabadell, 1986) compositora i pianista. Les dues són les participants principals d’aquesta formació musical que combina la música tradicional amb l'experimentació i la recerca. En total han publicat tres discos.

## Àlbums
- Folk Souvenir (Bubota, 2016)[1]
- Paradís (Bubota 2020)[2]
- Així Deçà (Suralita Recol·leccions, 2021)

## Premis
- Premi Rosselló-Pòrcel l’any 2017 de l'Obra Cultural Balear per Folk Souvenir[3].
- Premi Ciutat de Palma l’any 2018 per Folk Souvenir[4]
- Premi Especial de la Crítica de la revista Enderrock 2020 per Paradís[5]
- Premi Ciutat de Palma Bonet de Santpere 2020 per Paradís.[6]
- Premi Altaveu 2020 per Paradís.